# Nádory choroidálního plexu
Nádory choroidálního plexu jsou vzácné benigní typy tumoru mozku v choroidálním plexu u dětí do 2 let. Rozdělují se tří podtypy:
- papilom chorioidálního plexu
- papilokarcinom chorioidálního plexu
- Atypický papilom chorioidálního plexu

## Léčba
Terapie nádorů choroidálního plexu zahrnuje resekci. Následná radioterapie a chemoterapie může přispět ke zlepšení léčebných výsledků. Očekávané celkové desetileté přežití pro všechny nádory plexu je na úrovni 25 %.